# Стамбульський військовий музей
Військовий музей (тур. Askerî Müze) — музей у Стамбулі, що розповідає про тюркську військову історію аж до сучасної Туреччини.

## Історія
Спочатку музей відкритий в 1908 в Церкві Святої Ірини, в 1950 переміщений в будівлю на вулиці Джумхурієт (квартал Харбіє), який знаходиться недалеко від Таксим в Стамбулі. Квартал Харбіє відомий тим, що на його території знаходиться велика кількість військової інфраструктури та установ.
У 1993 переміщений знову і знаходиться в тому ж будинку досі в районі Нішанташі. Загальна площа музею складає 54000 м², будівля музею займає площу 18600 м².

## Колекція
Із загальної колекції із 50 000 артефактів близько 9 000 експонатів від османської доби до Першої світової війни зараз представлені у 22 залах. У ньому є відомі історичні реліквії, такі як ланцюг, який візантійці перекинули через гирло Золотого Рогу в 1453 під час облоги Константинополя, щоб не допустити проникнення султанського флоту. Східне крило музею використовується для тимчасових виставок, зустрічей та інших заходів. На першому поверсі в першій кімнаті виставлені луки та стріли, за якими йдуть секції, що містять кавалерійську зброю та інші регалії, вигнуті кинджали та ланцети, які носили піхотинці у 15 столітті, мідні обладунки для коней 17 століття та щити, які носять яничари, та розділи, присвячені Селіму I, Мехмету Завойовнику, завоюванню Стамбула, зброї раннього ісламу, Ірану, Кауці. На першому рівні також є єдина у своєму роді колекція шоломів та обладунків, а також як місця, призначені для зброї та великих польових наметів, які використовували султани під час воєн.
Зокрема, у музеї зберігаються обладунки ширваншахів Кей Кубада, Халіл-улли I, Фарруха Йасара I. 

## Галерея

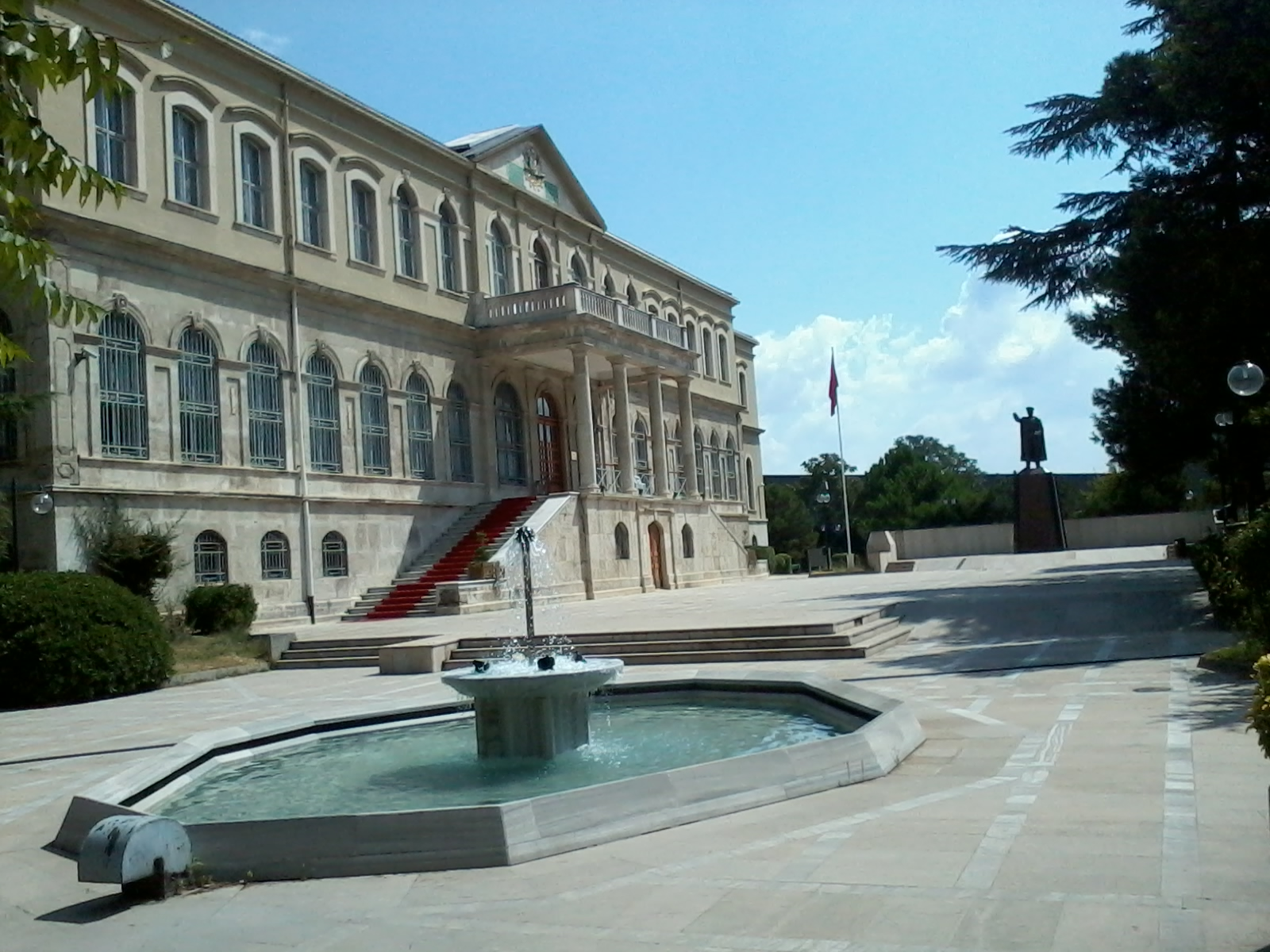
Головний вхід до музею
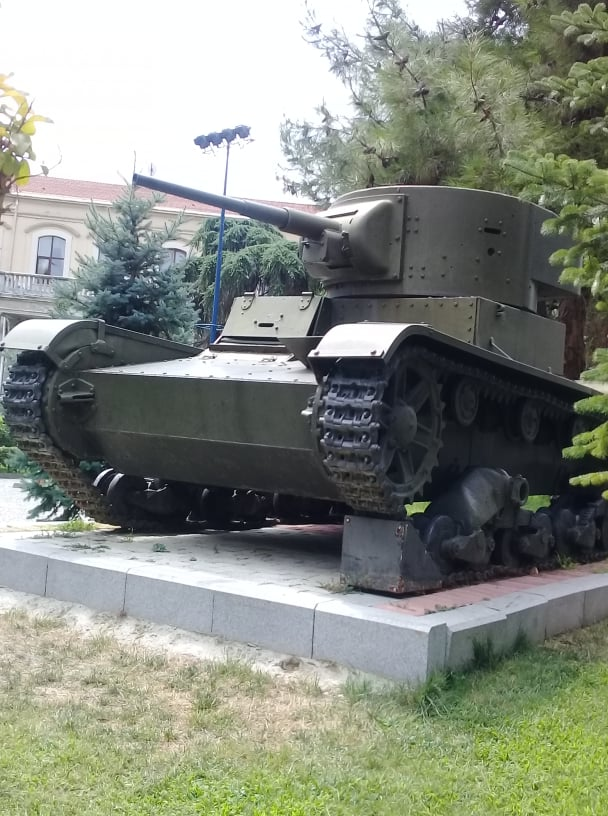
Експозиція у сквері перед музеєм: радянський танк Т-26 з числа турецької армії, що перебували на озброєнні, в 1932-35.
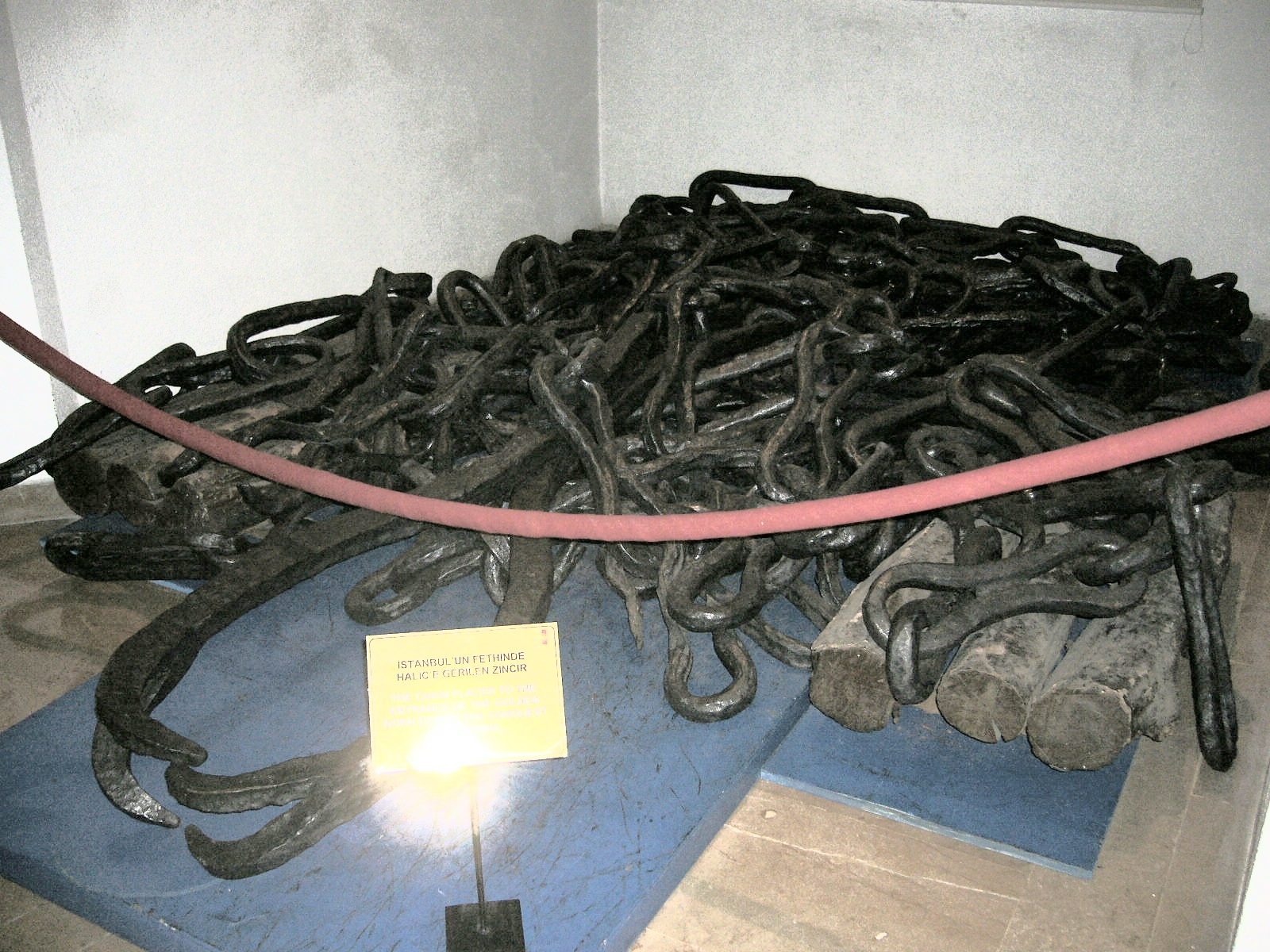
Експонат: ланцюг, яким у візантійські часи перегороджували вхід у бухту Золотий ріг
Панорама «взяття Константинополя султаном Мехмедом II»
Експонат: автомобіль великого візира Махмуда Шевкет-паші
Ансамбль яничарської музики "Мехтер" виступає перед музеєм